# Žalec
Žalec (IPA: [ˈʒaːləts], in tedesco Sachsenfeld ) è una città della Slovenia di 21 340 abitanti appartenente alla regione statistica della Savinjska. È una cittadina nota per la produzione del luppolo supportata dall'Istituto per la produzione del luppolo e delle erbe officinali.

## Storia
Abitata fin dall'epoca preistorica e in età romana, la piccola comunità medievale viene citata nel 1182. Nel XIII secolo diventò un centro commerciale di lingua e cultura tedesca (Saxenfeldt).
Assalita ripetutamente dai Turchi, nel 1524 la parrocchiale venne protetta da una cinta fortificata per raccogliere e difendere la popolazione nei momenti di pericolo.

## Geografia antropica

### Suddivisioni amministrative
Il comune è formato da 39 insediamenti (naselja):

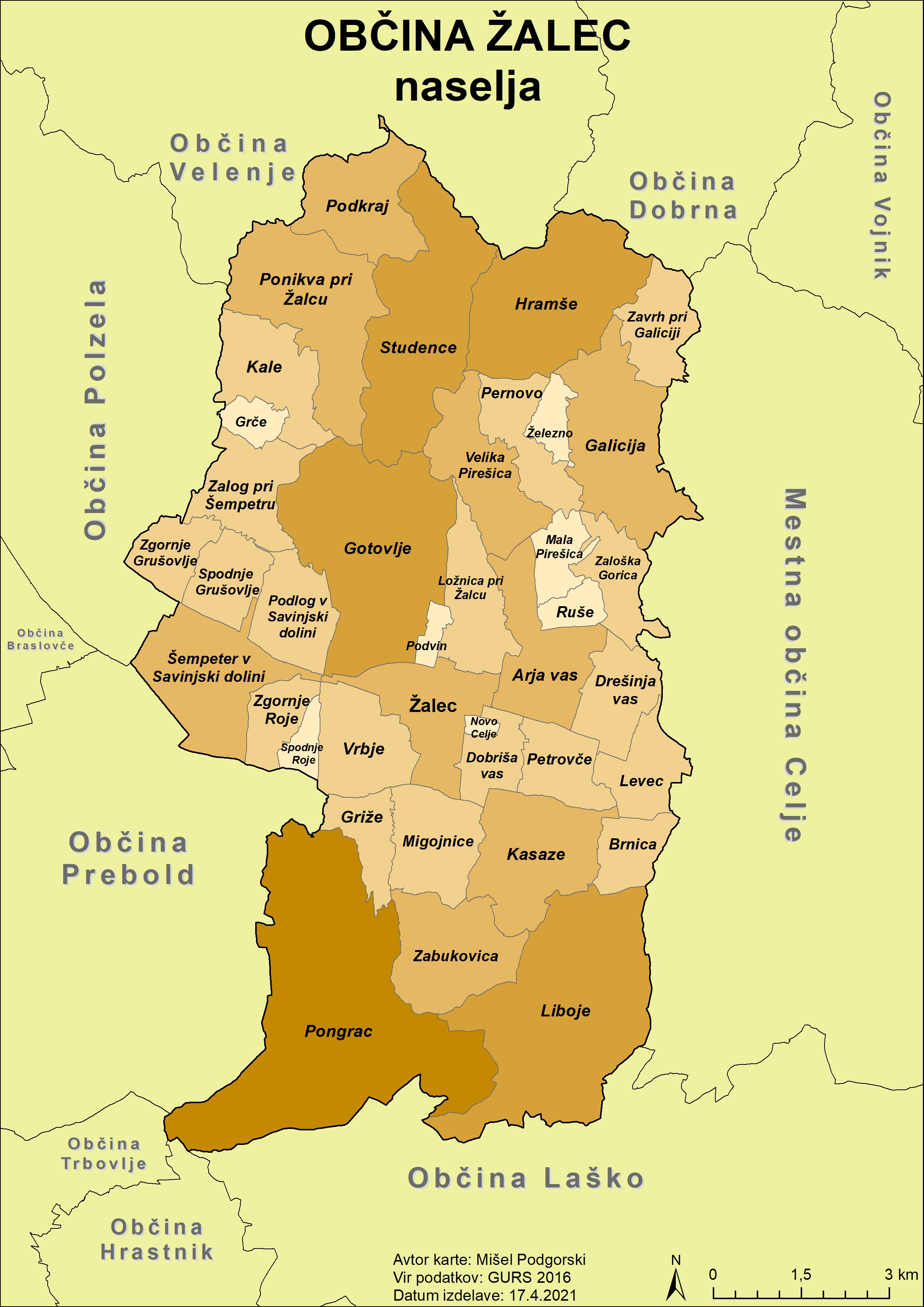
Mappa degli insediamenti del comune

- Arja vas
- Brnica
- Dobriša vas
- Drešinja vas
- Galicija
- Gotovlje
- Grče
- Griže
- Hramše
- Kale
- Kasaze
- Levec
- Liboje
- Ložnica pri Žalcu
- Mala Pirešica
- Migojnice
- Novo Celje
- Pernovo
- Petrovče
- Podkraj
- Podlog v Savinjski Dolini
- Podvin
- Pongrac
- Ponikva pri Žalcu
- Ruše
- Spodnje Grušovlje
- Spodnje Roje
- Studence
- Šempeter v Savinjski dolini
- Velika Pirešica
- Vrbje
- Zabukovica
- Zalog pri Šempetru
- Zaloška Gorica
- Zavrh pri Galiciji
- Zgornje Grušovlje
- Zgornje Roje
- Žalec
- Železno

## Luoghi di interesse
Conserva la romanica chiesa di San Nicola del 1256, la chiesa romanica di San Canziano, e nel vicino villaggio di Dobriša Vas (in tedesco Gutendorf) il palazzo di Novo Celje (lett. Nuova Celje), costruito dal conte Gaisruck nel 1760 ad imitazione del palazzo di Schönbrunn di Vienna.

## Particolarità
Il 10 febbraio 2016 il sindaco Janko Kos vuole farla diventare la città della birra per eccellenza e ha promosso un progetto dal costo di 170.000 euro per costruire una fontana da cui far sgorgare non l'acqua, ma la birra. Fontana che è stata inaugurata il 6 settembre dello stesso anno.